# Шёнтан, Франц фон
Барон Франц фон Шёнтан, Эдлер фон Пернвальд (нем. Franz von Schönthan, Edler von Pernwald; 20 июня 1849, Вена — 2 декабря 1913, там же) — немецкий драматург, писатель, журналист и актёр австрийского происхождения.

## Биография
Франц фон Шёнтан и его младший брат Пауль по настоянию главы семьи, поступили в 1867 году курсантами в Императорский австрийский военный флот, однако через четыре года Франц оставил службу ради сцены, ушел в отставку, сославшись на ухудшение здоровья.

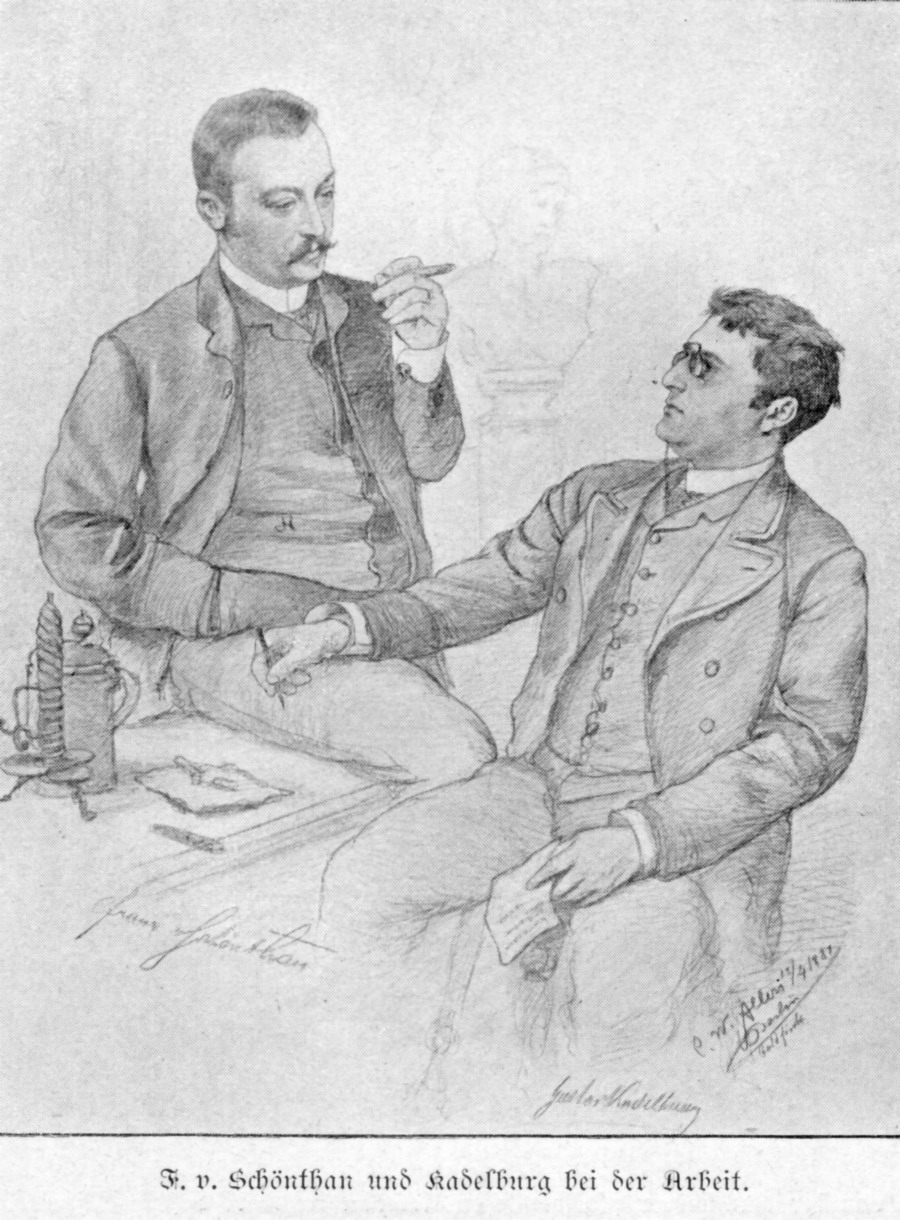
Франц фон Шёнтан и Густав Кадельбург
(художник К. В. Аллерс)

Стал брать частные уроки актёрского мастерства и вскоре состоялся его дебют на театральной сцене Придворного театра Дессау. Амплуа актера — молодые любовники.
Позже играл в столичных театрах, в том числе в Берлинском драматическом театре.
Одновременно с выступлениями на сцене, занимался литературным творчеством. Первоначально писал статьи и эссе для различных газет и журналов, а затем более крупные произведения, в том числе — пьесы.
Приобрел известность после премьеры 20 Февраля 1879 года своей комедии «Чужестранка» («Das Mädchen aus der Fremde»), имевшей большой успех и сделавшей Шёнтана одним из популярнейших немецких драматургов.
Среди зрителей на премьере присутствовал главный режиссёр и директор Королевского городского театра Берлина Теодор Лебрен, который в тот же вечер предложил автору и актеру ангажемент в своем театре.
С этого времени Ф. Шёнтан полностью посвятил себя театру. В 1883 году он был назначен директором Венского Муниципального театра, однако год спустя, театр был уничтожен пожаром и он потерял работу.
Вышел в отставку и некоторое время жил в своем имении в Перхтольдсдорф (Нижняя Австрия), а затем вернулся в Берлин, где с 1887 года работал в редакции газеты «Berliner Lustigen Blätter», а также сотрудничал с «Wiener Tagblatt».

## Избранные произведения
Из многочисленных живых и веселых произведений написанных Ф. Шёнтаном, легко переходящих в шарж, лучшие:
- «Das Mädchen aus der Fremde» (1879),
- «Sodom u. Gomorrha»,
- «Der Zugvogel»,
- «Krieg im Frieden» (1880; в русском переводе — фарс «На маневрах»),
- «Auf Tod und Leben» (1881),
- «Unsere Frauen»,
- «Kleine Humoresken»,
- "Der Schwabenstreich,
- «Kleine Hände»,
- «Roderich Heller»,
- «Villa Blancmignon»,
- «Der Raub der Sabinerinnen» (вместе с братом Паулем, 1885),
- «Die goldene Spinne»,
- «Kleine Münze»,
- «Der General»,
- «Zwei glückliche Tage» (в соавторстве с Г. Кадельбургом, 1893),
- «Der Herr Senator» (1894),
- «Comtesse Guckerl» (в соавт. с Коппель-Элльфельдом, 1885),
- «Renaissance» и др.

В 1961 году в районе Вены — Донауштадт в честь братьев Франца и Пауля фон Шёнтан была названа одна из улиц.